# Everybody Talks
Singles de Neon Trees
Your Surrender
(2011)
Everybody Talks est une chanson du groupe américain Neon Trees issue de leur second album studio Picture Show. Elle sort en single le 20 décembre 2011 sous le label Island Def Jam.

## Performance dans les hits-parades
| Classement (2012)               | Meilleure position |
| ------------------------------- | ------------------ |
| Canada (Hot 100)                | 42                 |
| États-Unis (Hot 100)            | 6                  |
| États-Unis (Pop Airplay)        | 5                  |
| États-Unis (Adult Contemporary) | 20                 |